# Łyżwiarstwo szybkie na Zimowych Igrzyskach Azjatyckich 1990
Łyżwiarstwo szybkie na Zimowych Igrzyskach Azjatyckich 1990 rozegrane zostało w japońskim mieście Sapporo. Mężczyźni rywalizowali w pięciu konkurencjach, kobiety zaś w czterech.
Łyżwiarstwo szybkie w programie tych zawodów pojawiło się drugi raz.

## Klasyfikacja medalowa
| Klasyfikacja medalowa | Klasyfikacja medalowa | Klasyfikacja medalowa | Klasyfikacja medalowa | Klasyfikacja medalowa | Klasyfikacja medalowa |
| Miejsce               | Reprezentacja         | Złoto                 | Srebro                | Brąz                  | Razem                 |
| --------------------- | --------------------- | --------------------- | --------------------- | --------------------- | --------------------- |
| 1                     | Japonia               | 6                     | 3                     | 4                     | 13                    |
| 2                     | Korea Południowa      | 2                     | 1                     | 3                     | 6                     |
| 3                     | Chiny                 | 1                     | 5                     | 2                     | 8                     |
| 4                     | Korea Północna        | 0                     | 0                     | 1                     | 1                     |
| Razem                 | Razem                 | 9                     | 9                     | 10                    | 28                    |

## Medaliści
| Konkurencja  | 1. miejsce      | 2. miejsce      | 3. miejsce                      |
| ------------ | --------------- | --------------- | ------------------------------- |
| Mężczyźni    |                 |                 |                                 |
| 500 metrów   | Song Chen       | Bae Ki-tae      | Yasushi Kuroiwa Yasunori Miyabe |
| 1000 metrów  | Bae Ki-tae      | Song Chen       | Hozumi Moriyama                 |
| 1500 metrów  | Bae Ki-tae      | Toru Aoyanagi   | Lee In-hoon                     |
| 5000 metrów  | Kazuhiro Sato   | Lü Shuhai       | Oh Yeong-seok                   |
| 10000 metrów | Kazuhiro Sato   | Lü Shuhai       | Toru Aoyanagi                   |
| Kobiety      |                 |                 |                                 |
| 500 metrów   | Seiko Hashimoto | Kyoko Shimazaki | Yu Seon-hyi                     |
| 1000 metrów  | Seiko Hashimoto | Ye Qiaobo       | Wang Xiuli                      |
| 1500 metrów  | Seiko Hashimoto | Wang Xiuli      | Chong Chang-suk                 |
| 3000 metrów  | Seiko Hashimoto | Natsue Seki     | Zhang Qing                      |